# Violence charnelle
Pour plus de détails, voir Fiche technique et Distribution.
Violence charnelle (Art. 519 codice penale) est un film franco-italien réalisé par Leonardo Cortese, sorti en 1952.

## Synopsis
Renato Berti est un jeune docteur en chimie qui flirte avec Clara, une fille mineure de bonne famille. Lorsque leur relation immorale est découverte, les parents de la jeune fille veulent que Renato s'engage à l'épouser. Devant son refus, ils l'attaquent en justice.

## Fiche technique
- Titre original : Art. 519 codice penale
- Titre français : Violence charnelle
- Réalisation : Leonardo Cortese
- Scénario : Leonardo Cortese, Paola Ojetti, Oreste Biancoli, Franco Brusati et Vladimiro Cajoli
- Photographie : Anchise Brizzi
- Montage : Otello Colangeli
- Musique : Carlo Innocenzi
- Pays d'origine : Italie
- Format : Noir et blanc - 1,37:1 - Mono
- Genre : drame
- Durée : 86 minutes
- Date de sortie : 1952

## Distribution
- Henri Vidal : Renato Berti
- Cosetta Greco : Clara Martini
- Paolo Stoppa : Sardi
- Giorgio Albertazzi : Franco
- Denise Grey : la mère de Clara
- Emilio Cigoli : le père de Clara
- Rosy Mazzacurati : Luisa Berti
- Maria Laura Rocca : Marta
- Augusto Mastrantoni : Sergio Marini